# Jean Rousselière
Jean Charles Roussoulière, dit Jean Rousselière, est un chanteur et acteur français né à Paris le 29 juin 1902 et mort à Suresnes le 2 janvier 1975.

## Biographie
Jean Rousselière a connu une brève carrière de chanteur d'opérette et d'acteur au cinéma au cours des années 1930.

## Filmographie
- 1931 : Un caprice de la Pompadour de Willi Wolff et Joe Hamman : Marcel de Clermont
  - Mam'zelle Nitouche de Marc Allégret : le lieutenant Fernand de Champlatreux
- 1934 : Adémaï aviateur de Jean Tarride : Lucas
  - Le Rosaire de Gaston Ravel et Tony Lekain : Bob de Lanzac
  - Mam'zelle Spahi de Max de Vaucorbeil : le lieutenant Gilbert
  - Votre sourire de Pierre Caron et Monty Banks
- 1935 : Le Comte Obligado de Léon Mathot : Robert de Moutiers
  - Les Époux célibataires de Jean Boyer et Arthur Robison : William
- 1937 : Le Mensonge de Nina Petrovna de  Victor Tourjansky

## Discographie
1935 : Disque 78 tours Columbia DF 1778 :
- Le chant des travailleurs
- Marche du Francisme